# ISO 3166-2:SK
کد ISO 3166-2:SK بخشی از استاندارد ایزو ۳۱۶۶ برای کشور اسلواکی است که توسط سازمان بین‌المللی استانداردسازی ISO تنظیم شده‌است این سازمان، کدهای استاندارد را برای تقسیمات کشوری (ایالت‌ها یا استان‌های) کشورهای فهرست شده در استاندارد ایزو ۳۱۶۶-۱ تعریف می‌کند.
هر کد شامل دو بخش می‌گردد که توسط علامت - جدا می‌گردند.
- بخش نخست SK که در ایزو ۳۱۶۶-۱ آلفا-۲ کد کشور اسلواکی است.
- بخش دوم شامل یک یا دو یا سه حرف است که بیان‌کننده استان یا ایالت کشور اسلواکی می‌باشد.

## کدها

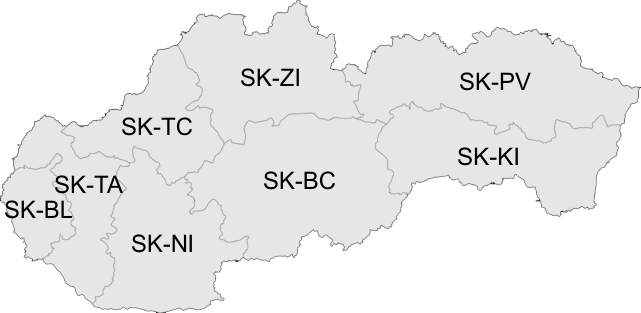
تقسیمات کشوری della Slovacchi in regioni, ognuna contrassegnata col proprio کدها ISO 3166-2.

| کدها  | استان                  |
| ----- | ---------------------- |
| SK-BC | منطقه بانسکا بیستریتسا |
| SK-BL | منطقه براتیسلاوا       |
| SK-KI | منطقه کوشیتسه          |
| SK-NI | منطقه نیترا            |
| SK-PV | منطقه پرشوف            |
| SK-TC | منطقه ترنچین           |
| SK-TA | منطقه ترناوا           |
| SK-ZI | منطقه ژیلینا           |